# 정교화 가능성 모델
정교화 가능성 모델(ELM,elaboration likelihood model)은 태도의 변화(attitude change)를 설명하는 이중 과정 이론이다. ELM은 1980년 리차드 페티(Richard E. Petty)와 존 카치포오(John Cacioppo)가 개발했다.  이 모델은 자극을 처리하는 다양한 방법, 사용 이유 및 태도 변화에 대한 결과를 설명하는 것을 목표로하고 있다. ELM은 태도변화(attitude change) 또는 설득을 위한 두 가지 주요 경로, 즉 중앙 경로(central route)와 주변 경로((peripheral route)를 제안하고있다.

## 같이 보기
- 휴리스틱 이론
- 면역이론
- 반발이론
- 인지부조화 이론
- 상호의존성 이론